# Roy Aernouts
Roy Aernouts (Zoersel, 15 juli 1980) is een Belgische zanger, acteur, scenarist en cabaretier.

## Discografie
Aernouts bracht als kind zijn eerste singles uit. In 1990 bereikte hij de finale van de Soundmixshow op VTM met Ik voel me zo verdomd alleen van Danny de Munk. Zijn versie verscheen eveneens op het officiële album van de Soundmixshow. In 2012 bracht Aernouts zijn debuutalbum uit, met daarop onder meer de single Ik ben een meisje. In de videoclip van Ik ben een meisje is een groot aantal bekende Belgen te zien.

### Singles
- Voor jou mijn pappa / Het cowboykind (1986)
- Personality (1992)
- Leef je leven (1993)
- Het leven... heerlijk (2011)
- Ik ben een meisje (2011)

### Album
- De basis is weg (2012)

## Filmografie (selectie)
- De man die elke dag verliefd werd (korte film 2001)
- Kassablanka (2002), als Berwout Van Loock
- Aspe (tv-serie), afl. 'Het vierkant van de wraak' (2004), als Daniel Verhaeghe
- Witse (tv-serie), afl. 'De tipgever' (2004), als Roel Maenhout
- Het Geslacht De Pauw (tv-serie), 1 afl. (2004)
- Vermist (tv-serie), afl. 'Taxi' (2008), als Geert Potums
- Katarakt (tv-serie), 5 afl. (2008), als Vlad Jaruzelski
- Aspe (tv-serie), afl. 'De wraakengel' (2009), als Remco Raedemakers
- Code 37 (tv-serie), afl. 'Gaybashing' (2009), als Daniel Van Damme
- You Will Find It (korte film 2011), als Jef
- 13 Geboden (tv-serie), 6 afl. (2018), als Mike De Meyer
- Cleo (2019) als Leos
- Black-out (tv-serie), 4 afl. (2020), als Jan Pieter Holemans

## Prijzen en prestaties
- Finale Leids Cabaret Festival in 2004
- Winnaar Jong Muziek van Theater Aan Zee 2005
- Winnaar Nekka-wedstrijd 2006
- Winnaar Leids Cabaret Festival in 2007